# CASTOR
Pour les articles homonymes, voir Castor.
CASTOR (en anglais, Cosmological Advanced Survey Telescope for Optical and UV Research) est un projet de télescope spatial dirigé par l'Agence spatiale canadienne. Avec son miroir primaire de 1 mètre de diamètre, CASTOR fournirait des capacités d'imagerie dans les régions ultraviolette (UV) et optique bleue à une résolution spatiale similaire à celle du télescope spatial Hubble (FWHM de 0,15 seconde d'arc), mais sur un champ instantané environ 100 fois plus grand. CASTOR a été sélectionné comme la plus haute priorité du Canada pour l'astronomie spatiale dans les années 2020 dans le Plan à long terme de l'astronomie canadienne 2020-2030.

## Description
CASTOR complémentera les futurs télescopes spatiaux Nancy-Grace-Roman et Euclid, de même que l'Observatoire Vera C. Rubin. Ces trois télescopes d'imagerie à grand champ n'auront pas accès à la portion UV du spectre électromagnétique. CASTOR a été spécifiquement conçu pour combler cette lacune, en fournissant une sensibilité élevée et une grande efficacité d'observation aux longueurs d'onde UV et optique bleue.
En utilisant des dichroïques, CASTOR permettrait l'imagerie simultanée de trois bandes passantes (UV de 150 à 300 nm, u de 300 à 400 nm et g de 400 à 550 nm) sur un champ de vision instantané de 0,25 degré carré. En plus de ses capacités d'imagerie, CASTOR sera également équipé d'instruments permettant d'effectuer de la photométrie de haute précision pour le suivi de cibles lumineuses, ainsi que de deux modes spectroscopiques : la spectroscopie par grisme à faible résolution spectrale sur l'ensemble du champ d'imagerie et la spectroscopie DMD pour fournir des spectres UV de résolution intermédiaire dans un champ parallèle. 

## Objectifs
Les applications scientifiques de CASTOR incluent :
- Étudier l'énergie noire et la matière noire en permettant des mesures précises de décalage vers le rouge photométrique[4]
- Cartographier par écho les noyaux galactiques actifs
- Caractériser l'historique de formation stellaire aux échelles sous-galactiques
- Caractériser l'évolution chimique de galaxies et d'amas d'étoiles proches
- Identifier et caractériser de nouveaux satellites galactiques et flux stellaires
- Caractériser le rayonnement UV d'événements multi-messagers
- Reconstituer l’historique de formation stellaire de la Voie lactée à l'aide de naines blanches et identifier des naines blanches polluées par des débris rocheux provenant de leur propre système planétaire[5]
- Caractériser l'activité chromosphérique des naines M
- Caractériser l'atmosphère d'exoplanètes
- Identifier des objets trans-neptuniens